# Bodnegg
Bodnegg è un comune tedesco di 3 230 abitanti situato nel land del Baden-Württemberg.